# Columna de Nelson

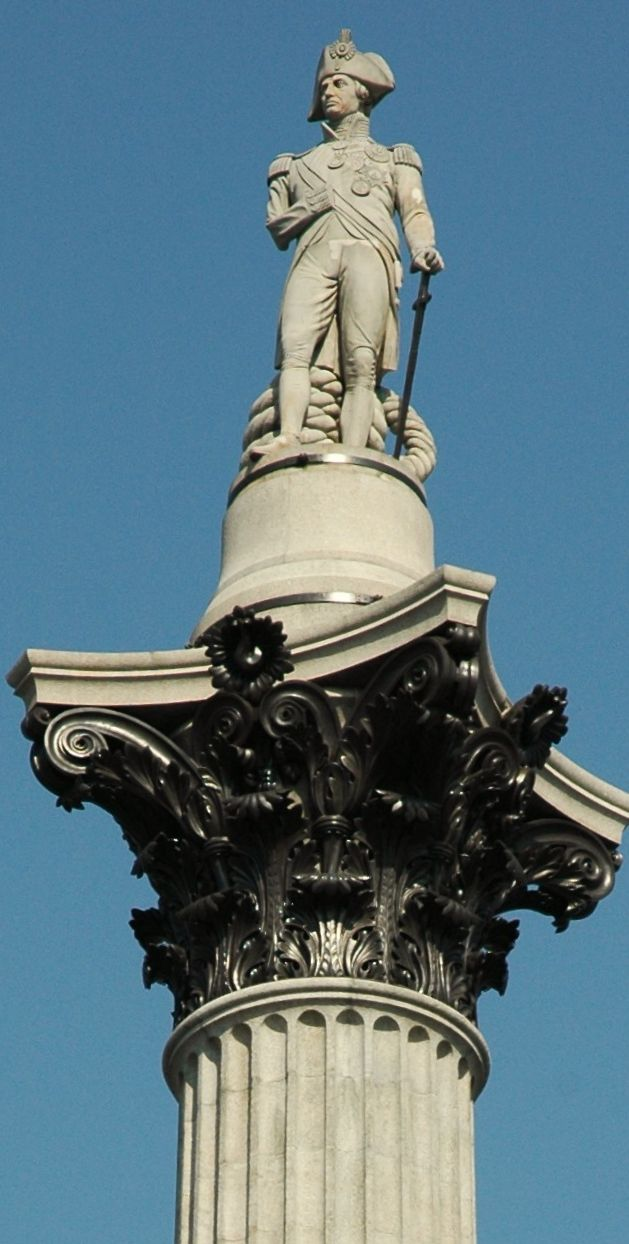
L'estàtua de Nelson a sobre la columna

La columna de Nelson és un monument a la Trafalgar Square, Londres, Anglaterra.
La columna es construïa entre 1840 i 1843 commemorar la mort de l'almirall Horatio Nelson a la batalla de Trafalgar el 1805. L'estàtua de Nelson fa 5,5 metres i està sustentada per una columna de granit de 46 m. L'estàtua mira cap al sud, cap al palau de Westminster a través del Pall Mall. La part superior de la columna coríntia (basada en el Fòrum d'August de Roma) està decorada amb fulles d'acants de bronze, provinent de fondre canons britànics. El pedestal quadrat està decorat amb quatre plafons que descriuen les quatre grans victòries de Nelson, el material també és bronze, en aquest cas resultat de fondre les pistoles franceses capturades.

## Història
El febrer de 1838, 121 diputats i nobles van formar un comitè per aixecar un monument a Lord Nelson, finançat per subscripció pública, i el govern va acordar proporcionar un lloc a Trafalgar Square, davant de la National Gallery recentment acabada. Es va celebrar un concurs de dissenys amb un pressupost estimat d'entre 20.000 i 30.000 lliures. La data límit per a la presentació va ser el 31 de gener de 1839.
El treball guanyador, escollit pel subcomitè encapçalat pel duc de Wellington, va ser un disseny de William Railton per a una columna coríntia, coronada per una estàtua de Nelson i flanquejada per quatre lleons esculpits. Uns escalons conduïen entre els lleons fins al pedestal de la columna. Altres participants també van presentar esquemes per a columnes. El segon premi va ser guanyat per Edward Hodges Baily que va suggerir un obelisc envoltat d'escultures.
Les crítiques a l'organització del concurs van fer que es tornés a repetir. Railton va presentar un disseny lleugerament revisat i va tornar a ser declarat guanyador, amb l'estipulació que l'estàtua de Nelson hauria de ser feta per Baily. El pla original era per a una columna de 62 m d'alçada, incloent la base i l'estàtua, però aquesta es va reduir a 52 m amb un eix de 30 m a causa de preocupacions sobre l'estabilitat. La base havia de ser de granit i l'eix de gres de Craigleith, però abans de començar la construcció es va decidir que l'eix també hauria de ser de granit. Els quatre lleons, dissenyats per Edwin Henry Landseer, s'afegiren a la base de la columna el 1867.